# Death of a Unicorn
Death of a Unicorn é um filme americano de humor ácido escrito e dirigido por Alex Scharfman. É estrelado por Paul Rudd e Jenna Ortega como um pai e uma filha que acidentalmente atingiram e mataram um unicórnio, fazendo com que eles fossem caçados por seus pais. Will Poulter, Téa Leoni e Richard E. Grant aparecem em papéis coadjuvantes.
Death of a Unicorn teve sua estreia mundial no festival South by Southwest em 8 de março de 2025, e foi lançado nos cinemas nos Estados Unidos pela A24 em 28 de março de 2025.

## Premissa
Um homem e sua filha adolescente acidentalmente atropelam com um unicórnio enquanto estão a caminho de uma cúpula de gerenciamento de crises com seu chefe Dell Leopold e a família de Leopold. Os Leopolds capturam o unicórnio, e seus cientistas descobrem que sua carne, sangue e, acima de tudo, seu chifre são dotados de propriedades curativas sobrenaturais, que os Leopolds procuram explorar. No entanto, à medida que se aprofundam em suas pesquisas, descobrem as consequências mortais de suas ações.

## Elenco
- Paul Rudd como Elliot
- Jenna Ortega como Riley
- Richard E. Grant
- Téa Leoni
- Will Poulter
- Anthony Carrigan
- Sunita Mani
- Jessica Hynes
- Steve Park

## Produção
Foi anunciado em maio de 2023 que Jenna Ortega e Paul Rudd iriam estrelar o filme, de Alex Scharfman. Em novembro de 2023, foi anunciado Richard E. Grant, Téa Leoni, Will Poulter, Anthony Carrigan, Sunita Mani, Jessica Hynes e Steve Park se juntaram ao elenco do filme.
As filmagens começaram na Hungria em julho de 2023. A produção recebeu uma isenção para continuar com sua produção durante a greve da SAG-AFTRA de 2023, já que a A24 não faz parte da Alliance of Motion Picture and Television Producers.

## Música
Em novembro de 2023, a trilha sonora foi composta por John Carpenter, Cody Carpenter e Daniel Davies.

## Lançamento
Death of a Unicorn teve uma pré-estreia no South by Southwest no dia 8 de março de 2025, e foi lançado nos Estados Unidos em 28 de março de 2025.

## Recepção

### Resposta dos críticos
No site agregador de críticas Rotten Tomatoes, 62% das 34 avaliações dos críticos são positivas, com uma classificação média de 6.3/10. O consenso do site afirma: "Recebendo um pouco de brilho do relacionamento pai-filha de Paul Rudd e Jenna Ortega, Death of a Unicorn e sua sátira ampla são um pouco no chifre demais, mas contribui para uma característica de criatura divertida." O Metacritic, que usa uma média ponderada, atribuiu ao filme uma pontuação de 56 em 100, baseado em 15 críticos, indicando críticas "mistas ou médias".